# Queremos opinar
Queremos opinar fue un programa de televisión presentado por Carlos Fuentes, el cual consiste en debatir un tema con invitados de cualquier ideología, que expresan sus opiniones respetando las demás. El formato se emitió desde el 8 de enero de 2024 a 18 de abril de 2024 de 18:00 h 20:00 h en Canal 4 (Cataluña). El formato también se emitió a través d
e Intereconomía Televisión entre el 29 de enero de 2013 y el 13 de febrero de 2014, de lunes a viernes por la tarde. Anteriormente, Queremos opinar se emitió a través del canal extinto Metropolitan TV (entre 2010 y 2013). Este programa estaba basado en un formato catalán llamado Catalunya Opina, de Canal Català y 8tv Catalunya
El formato se emitirá a partir del 8 de enero de 2024 de 18:00 h 20:00 h en Canal 4.
- El 18 de abril de 2024 dejó de emitirse en Canal 4.
- El 16 de mayo de 2024 dejó de emitir el programa a través de YouTube, redes sociales…

## Colaboradores
Algunos de los invitados a este programa son conocidos y han estado apareciendo con frecuencia, algunos de estos colaboradores son:
- Rafael López-Diéguez, abogado y secretario general de Alternativa Española.
- José Miguel Villarroya, periodista deportivo, doctor en Historia, teólogo, profesor universitario y exteniente coronel del Nationale Volksarmee de la extinta República Democrática Alemana.
- Santiago Espot, presidente ejecutivo de Catalunya Acció.
- Juan Ramón Lluch, periodista y escritor valenciano.
- Gemma Galdon, profesora de Universidad Autónoma de Barcelona nacionalista catalana.
- Juan Carlos Girauta, portavoz en el congreso del partido Ciudadanos-Partido de la Ciudadanía. Coincidiendo con Elecciones generales de España de noviembre de 2019 abandonó la política.
- Carlos Navarro (tertuliano y colaborador en diferentes medios de comunicación, concejal en Vilanova del Camí por el partido DECIDE (Derecho, Ciudadanía y Democracia). Desde enero de 2018 se le prohibió participar en este programa por haber sido detenido por maltrato en la zona de Pozo Izquierdo, en Gran Canaria, donde Navarro residía entonces con Bethencourt. Coincidiendo con elecciones municipales de España de domingo 26 de mayo de 2019 abandono el mundo de la política por los líos que tenía con la justicia.),
- Tivo Adell (pedagogo, psicopedagogo, tertuliano y colaborador en diferentes medios de comunicación),
- José Ramón Julio Márquez Martínez (más conocido como Ramoncín, cantante de rock, actor, escritor, y colaborador - presentador español de televisión y radio),
- Simón Pérez Golarons (economista y profesor de EIAF),
- Ignacio Garriga (presidente de Vox Cataluña),
- Eva Parera (Valents presidenta desde su creación hasta su disolución),
- Albert Guivernau (Valents secretario general desde su creación hasta su disolución),
- Ricard Férnández Deu,
- Núria Gonzalez,
- Javier Bonomi,
- Jordi Fábrega,
- Miriam Victoria,
- Gonzalo Bernardos,
- Roger Heredia,
- Montserrat Nebrera
- Begoña Villacís Sánchez ((Madrid, 4 de noviembre de 1977) es una abogada y política española. Entre 2015 y 2023 fue Concejala del Ayuntamiento de Madrid, en cuyo pleno ejerció de portavoz del Grupo Municipal Ciudadanos y desde junio de 2019 fue también vicealcaldesa de Madrid y miembro de la Junta de Gobierno Local de Madrid.),
- Javier Nart Peñalver ((Laredo, 19 de agosto de 1947) es un abogado, político, antiguo corresponsal de guerra y escritor español. Desde 2014 es diputado al Parlamento Europeo, en la actualidad dentro del grupo Renovar Europa.)